# Antonio Gallego Valcárcel
 Antonio Gallego Valcárcel va ser un militar i polític espanyol, nascut a Tobarra (Albacete) el 4 de gener de 1787 i mort en Madrid el 21 d'abril de 1857.

## Biografia
Provenia d'una família notable de la localitat, va estudiar també lleis i va iniciar la carrera militar a València el 2 de maig de 1808. Més tard, aniria ascendint per mèrits de guerra fins a convertir-se en mariscal de camp en 1843. Fidel a la dinastia regnant i a la línia impulsada per Ferran VII d'Espanya en la figura de la seva filla Isabel II, va lluitar en la Primera Guerra Carlina i en la Segona Guerra Carlina defensant la reina.
En 1817 va ser nomenat Director Militar de la Casa de Cavallers Patges de S. M. el Rei Ferran VII d'Espanya. Més tard, en 1824, fidel a la Constitució Espanyola de 1812, va ser confinat a Tobarra i apartat de la carrera militar, fins al seu reingrés amb tots els honors en 1831. Va ser destinat a la Secretaria d'Estat i el Despatx de Guerra en 1833.
En 1843 i 1847 va ser senador per la província d'Albacete. De l'1 al 5 de desembre de 1843 va ser ministre de la Guerra en el gabinet de Salustiano de Olózaga Almandoz. Més tard, en 1849, va ser designat Director General del Col·legi General Militar.
Va estar casat amb Ana María de Torres Bernabéu, amb qui va tenir dos fills: Federico (1826) i Antonio (1831).

## Càrrecs polítics
- 1843. Ministre de la Guerra.
- 1843. Senador electe per la província d'Albacete.[1]
- 1847. Senador vitalici per la província d'Albacete.
- 1848. Comissari Regi d'Agricultura en la província de Segòvia.

## Condecoracions
- 1814. Gran creu de l'Orde de Sant Ferran.
- 1843. Gran creu de l'Orde de Sant Hermenegild.
- 1848. Gran creu de l'Orde d'Isabel la Catòlica.